# Parrocchie di Grenada

Parrocchie e dipendenze di Grenada

Le parrocchie di Grenada costituiscono la suddivisione territoriale di primo livello del Paese e sono pari a 6; ad esse è equiordinata la dipendenza di Carriacou e Petite Martinique, comprendente le isole di Carriacou, Petite Martinique e altre isole minori appartenenti all'arcipelago delle Grenadine.
La prima mappa che mostra le parrocchie dell'isola fu disegnata dal cartografo francese Jacques-Nicolas Bellin (1703–1772) che pubblicò a Parigi nel 1756 la Carte de L'Isle de la Grenade. Con il passaggio dell'isola al Regno Unito fu il cartografo inglese Bryon Edwards che nel 1818 la ridisegnò.

## Lista
| Localizzazione | Parrocchia o dipendenza                  | Capoluogo      | Popolazione (2001) | Superficie (km2) |
| -------------- | ---------------------------------------- | -------------- | ------------------ | ---------------- |
|                | Saint Andrew                             | Grenville      | 24 661             | 91               |
|                | Saint David                              | St. David's    | 11 476             | 47               |
|                | Saint George                             | Saint George's | 35 559             | 67               |
|                | Saint John                               | Gouyave        | 8 557              | 39               |
|                | Saint Mark                               | Victoria       | 3 955              | 23               |
|                | Saint Patrick                            | Sauteurs       | 10 624             | 44               |
|                | Carriacou e Petite Martinique Dipendenza | Hillsborough   | 6 063              | 34               |